# Laura Sampedro
María Laura Sampedro (Argentina, 13 de junio de 1988) es una futbolista argentina que juega actualmente de defensora en el Club Estudiantes de La Plata de la Primera División Femenina de Argentina.

## Trayectoria
Comenzó su carrera como futbolista en 2011 en el club Estudiantes de la Plata en donde fue consolidándose y convirtiéndose en una jugadora destacada del equipo. Su desempeño le valió para ser convocada a la Selección femenina de fútbol de Argentina que disputó el Torneo Internacional de Brasilia en 2014, y en 2015 fue convocada nuevamente para la preselección del plantel que jugaría los XVII Juegos Panamericanos en Toronto.
En la segunda parte del Torneo  2016-17, al ser cedida a préstamo, tuvo un breve paso por el club Boca Juniors.
En 2017 jugando para UNLP/Tricolores logró tanto el campeonato de los Juegos Universitarios Regionales como también el campeonato de la Liga Amateur Platense de Fútbol. Además ese año, como parte de la Selección de fútbol de La Plata, obtendría también el Campeonato Provincial en Junín y el Torneo Nacional de Ligas Femenino 2016-17, cosechando cuatro títulos distintos en un solo año. Al año siguiente, en 2018, volvería a ganar el campeonato de la Liga Amateur Platense de Fútbol con UNLP/Tricolores y el Campeonato Provincial en Olavarría con la Selección de La Plata.
En 2019, con la profesionalización del fútbol femenino en Argentina pasó al Club Atlético Independiente en donde actualmente disputa el Torneo de Primera División A. En la fecha 8 del torneo, cuando el equipo femenino jugó por primera vez en el Libertadores de América, marcó de chilena un gol histórico al ser el primero hecho por una jugadora de Independiente en el estadio principal del club.

## Palmarés
| Torneo                                    | Título  | Equipo          | Año  |
| ----------------------------------------- | ------- | --------------- | ---- |
| Liga Amateur Platense de Fútbol           | Campeón | UNLP/Tricolores | 2017 |
| Juegos Universitarios Regionales          | Campeón | UNLP/Tricolores | 2017 |
| Torneo Provincial de Selecciones de Ligas | Campeón | La Plata        | 2017 |
| Torneo Nacional de Selecciones de Ligas   | Campeón | La Plata        | 2017 |
| Liga Amateur Platense de Fútbol           | Campeón | UNLP/Tricolores | 2018 |
| Torneo Provincial de Selecciones de Ligas | Campeón | La Plata        | 2018 |